# كأس ملك إسبانيا 1928–29
كأس ملك إسبانيا 1928–29 (بالإسبانية: Copa del Rey de Fútbol 1928-29) هو موسم من كأس ملك إسبانيا. فاز فيه إسبانيول.